# Rudolf Kramer (Radsportler)
Rudolf Kramer (* 17. Januar 1886 in Wien; † nach 9. Juni 1914) war ein österreichischer Radsportler.
Von 1911 bis 1913 war Rudolf Kramer der dominierende Radrennfahrer Österreichs. Ab 1911 entschied er dreimal in Folge das Rennen Wien–Graz–Wien für sich. 1911 wurde er zweifacher österreichischer Bergmeister: Am selben Tag wurden am Semmering zwei Meisterschaften von zwei verschiedenen Verbänden auf derselben Strecke durchgeführt. Kramer, „der geschmeidige unbezwingliche Wiener Rennfahrer“, gewann beide mit nahezu identischer Zeit, die eine vormittags, die zweite nachmittags.
Am 2. Juni 1912 belegte Kramer im Qualifikationsrennen für die Olympischen Spiele in Stockholm Platz drei. Dafür musste dreimal die Strecke Purkersdorf–Rekawinkel–St. Pölten–Sieghartskirchen–Purkersdorf bewältigt werden, insgesamt 291 Kilometer. Kramer absolvierte diese Strecke in 11:16:57,6 Stunden. Das olympische Straßenrennen wurde in Form eines Einzelzeitfahrens über die Strecke des Rennens Rund um Mälaren bei Stockholm über 320 Kilometer geführt. Kramer belegte Rang 43, in der Mannschaftswertung (die Fahrtzeiten der sechs österreichischen Fahrer Robert Rammer, Adolf Kofler, Josef Trixl-Hellensteiner, Josef Zilker und Alois Wacha wurden addiert) belegte die österreichische Mannschaft Platz sieben.
Wenige Wochen danach gewann Kramer die Distanzfahrt Wien–Prag–Wien über 288 Kilometer in 12:33:49 Stunden. Im Juni 1914 gewann er das Niederbergrennen. Über seinen weiteren Lebensweg ist nichts bekannt.